# Stridsvagn m/42
Landsverk Lago, i svensk tjänst betecknad stridsvagn m/42 (militärförkortning: strv m/42), var en svensk medeltung stridsvagn konstruerad av AB Landsverk under början av 1940-talet. Totalt tillverkades 282 vagnar från april 1943 till januari 1945.

## Historia

### Lago I
På mitten av 1930-talet fick Landsverk uppdrag av den ungerska krigsmakten att ta fram en modern medeltung stridsvagn. Typen baserades på Landsverks existerande L-60-vagn som Ungern nyligen köpt licens för. Vid tidpunkten hade Landsverk precis gått över till ett namnsystem som ersatte deras äldre nummersystem, varav den nya vagnen åtogs namnet Lago. Den vägde 15 ton och var likt föregångaren av helsvetsad konstruktion, hade torsionsfjädring och använde prismor och periskop istället för synslitsar. Beväpning skulle utgöras av en mellankalibrig pjäs och tre till fyra kulsprutor. Erbjudna beväpningsalternativ inkluderade kanoner i kaliber 37 mm, 40 mm, 47 mm och 57 mm.
Runt 1938 var Lago färdigritad och Ungern beställde en prototyp. Denna variant, sedermera benämnd Lago I, avsågs beväpnas med en ungersk '37M 40 mm' kvartsautomatisk kanon (automatisk hylsutkastning) och fyra kulsprutor; tre av vilka var '34/40M 8 mm' bandmatade stridsvagnkulsprutor (8 × 56 mm R(en) '31M') konstruerade av Ferenc Gebauer(en), en parallellkopplad med kanonen, en rörlig i tornets akter och den tredje parallellt lagrad med den fjärde kulsprutan, en '40M 12,7 mm' bandmatad stridsvagnkulspruta (12,7 × 81 mm SR '40M'), även denna av Gebauer, i en rörlig vagga på skrovets främre del, riktad av föraren.
Prototypen saknade beväpning och var försedd med tornattrapp i trä. Provkörning pågick i Sverige i tid för Ungerns inträde i kriget, varefter export förbjöds. Istället fick Ungern genom tyska händer välja det tjeckoslovakiska alternativet Škoda T-21, vilken kom att licensproduceras i modifierad form som 40M Turán(en).

### Stridsvagn m/42

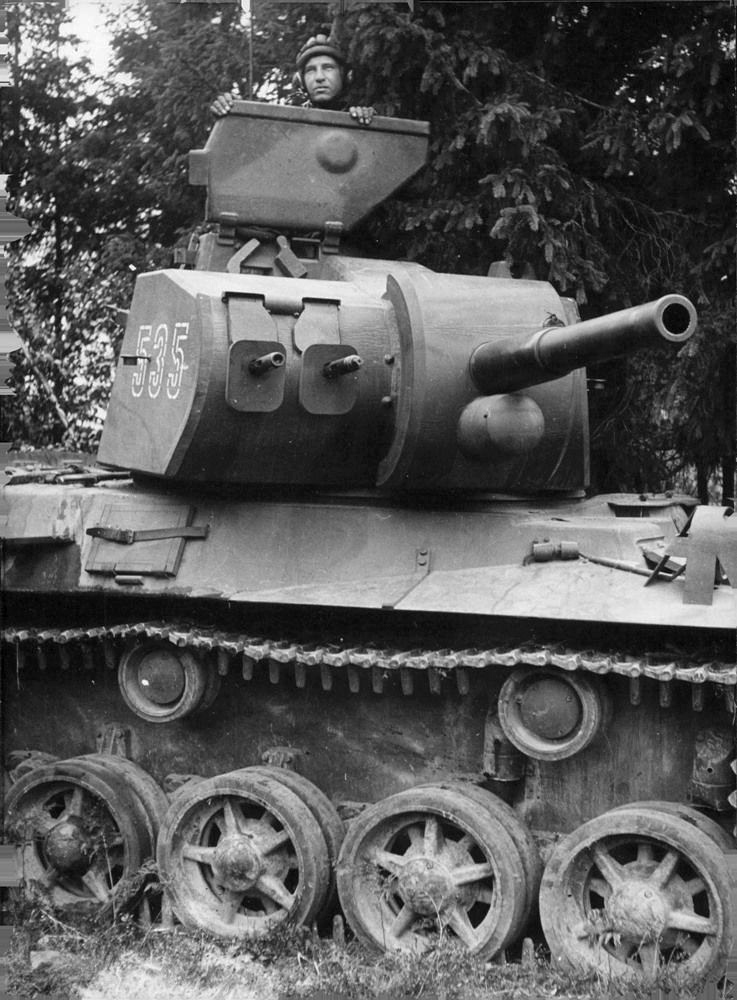
Stridsvagn m/42 TM 1943. Notera dess korta L/31-eldrör.

I och med Sveriges upprustning inför och under kriget krävdes snabbt nya moderna stridsvagnar, tyngre beväpnade och pansrade än de tidigare. Under juni 1941 tillsattes en försvarsberedning som bland annat hade uppgiften att se över försvarsorganisationen inför 1942 års försvarsbeslut. Parallellt inledde en pansarkommitté arbetet med att ta fram utkast och specifikationer på nytt materiel för den nya organisationen. Utifrån detta rekommenderades införskaffning av tyngre vagnar än de existerande 10-tonsvagnarna (strv m/38, strv m/39, strv m/40, strv m/41) med en totalvikt om max 22 ton, bestyckad med en 75 mm kanon och med frontalt skydd motsvarande 60 mm pansarstål.
Inköp från utlandet, såsom Tyskland och Tjeckoslovakien slogs snabbt ner på grund av ländernas inhemska behov, varav diskussioner med Landsverk om inhemsk produktion påbörjades. De föreslog då konstruktionen av en helt ny stridsvagn utifrån de svenska behoven, baserad på deras existerande Lago-vagn. Vagnen vidareutvecklades och försågs bland annat med nytt större torn, avsedd för en 7,5 cm stridsvagnskanon med kaliberlängd 31 (L/31), utvecklad av Bofors. Typen fick sedermera beteckningen stridsvagn m/42.
Strv m/42 tillverkades i tre grundläggande varianter: Lago II, III och IV, men kom att existera i fyra formella versioner: strv m/42 TM, TH, EH och TV. Den sista modellen tillkom då växellådan i TM-varianten fungerade illa, varefter vagnarna runt 1948 byggdes om till TH-standard eller försågs med ny växellåda från pansarvärnskanonvagn m/43, baserad på samma skrov, vilka betecknades strv m/42 TV. Nytillverkade vagnar levererades från april 1943 till januari 1945.

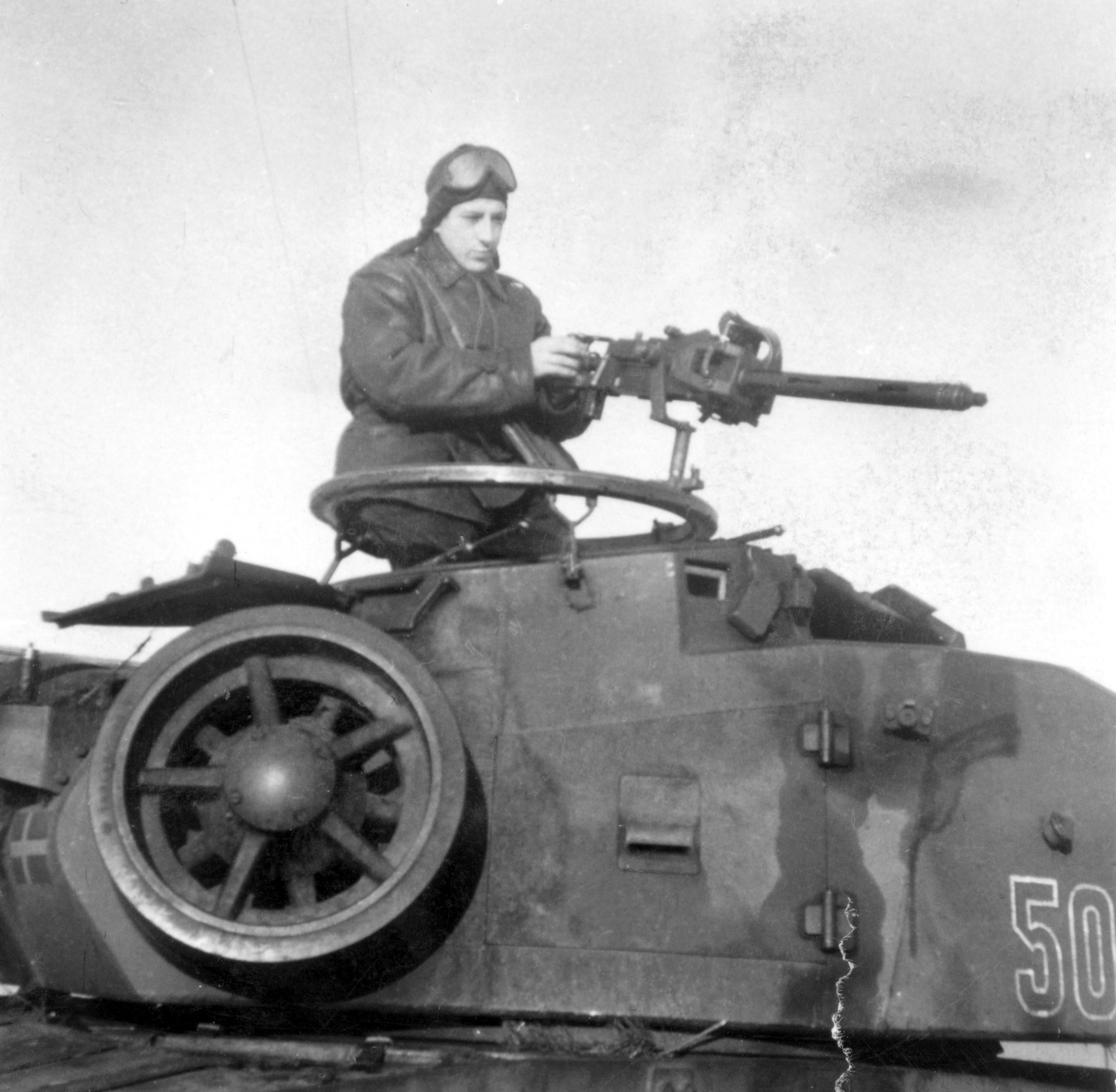
Stridsvagn m/42 med monterad kulsprutekrans på tornet, 1947-1948, Södermanlands regemente (P 3).

Vagnarnas stridsförmåga förbättrades något under senare 1940-tal då man introducerade en kulsprutekrans för vagnchefens taklucka. I denna kunde en av tornets tre kulsprutor monteras för att agera fordonsluftvärn och närförsvar av vagnen.

### Vidareutveckling

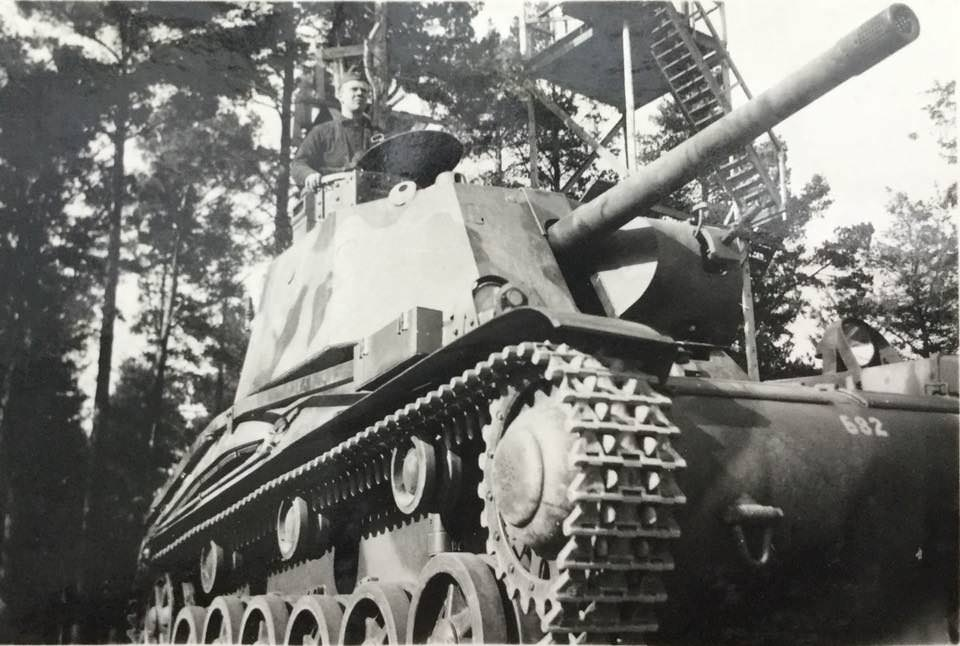
Strv m/42 TM med försökstorn av typen "delat torn" (DT) beväpnad med en automatladdad 7,5 cm pvkan m/43.

Under 1940-talet projekterades flera olika fordon på Lagoskrovet. Bland annat fanns behov av en pansarvärnskanonvagn, vilken kom att bli realiserad som pvkv m/43 under det sena 1940-talet. Pvkv m/43 byggdes i 87 exemplar och var i stort sett en stridsvagn m/42 försedd med ny öppen överbyggnad och en 75 mm pansarvärnskanon m/43. Den kanonen utprovades även i tornlagring på strv m/42-skrovet, ett projekt som populärt kallats stridsvagn m/42 DT. DT är en förkortning för "delat torn", vilket var det namn som givits åt tornkonstruktionen för projektet. För att balansera kanonen och följa dåtidens riktlinjer för vagnlängd behövde kanonen monteras mycket längre bak i tornet än hos en konventionell stridsvagn. Detta medförda att kanonen delade stridsrummet i två delar, varifrån namnet tillkom. Pjäsplaceringen gjorde även att bakstycket hamnade bakom tornkransen, iväg från laddaren, vilket krävde en laddautomat längst bak i tornet. På grund av pjäsens storlek behövde det nya tornet vara mycket större och rymligare än standard m/42-torn, vilket i sin tur resulterade i minskat tornpansar för att inte överskrida viktbegränsningarna med tornets större yta och den nya pjäsens grövre vikt. En prototyp byggdes under slutet av 1940-talet men produktion åtogs inte på grund av otillfredsställande försöksresultat. Utöver stridsvagnar byggdes och utvärderas även en bärgningsbandvagn och en broläggningsbandvagn på m/42-skrovet.

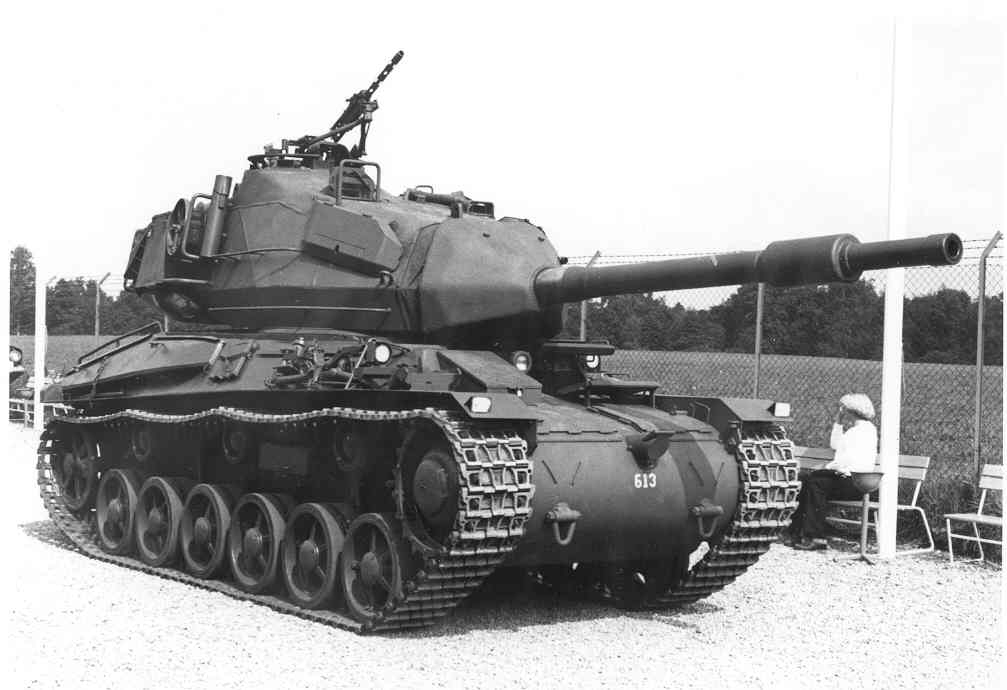
Stridsvagn 74 vid gamla pansarmuseet i Axvall.

Mellan 1957 och 1960 byggdes stridsvagn m/42 TH och TV om till stridsvagn 74 genom att förses med nytt torn för en kraftfullare pjäs baserad på 75 mm luftvärnskanon m/36. Under samma period modifierades stridsvagn m/42 EH till infanterikanonvagn 73 A, bland annat genom att radera den överflödiga skrovkulsprutan.  till infanterikanonvagn 73 med uppgift att understöda infanteriet. De sista stridsvagn m/42 utgick ur organisationen 1965 medan ikv 73 utgick 1973. Tornen placerades då ut som värntorn längs viktiga kuststräckor och vid hamnar och flygfält.

## Produktion
282 stridsvagnar tillverkades för svenskt bruk. 180 vagnar tillverkades hos Landsverk och 102 hos Volvo. Landsverk tillverkade även 87 skrov till pvkv m/43 och 2 skrov till bärgningsbandvagn m/42.
Lago II (strv m/42 TM) tillverkades i 100 exemplar, Lago III (strv m/42 TH) i 125 exemplar och Lago IV (strv m/42 EH) i 57 exemplar. Lago II och III (225 vagnar) försågs med dubbla Scania L603/1-motorer medan Lago IV (57 vagnar) försågs med enkla Volvo A8B-motorer. Samtliga Lago II (100 st) kom efter hand att byggas om med ny växellåda på grund av bristfällighet hos den elektromagnetiska ursprungliga växellådan dito: 30 stycken till strv m/42 TH-standard med hydraulisk växellåda och 70 stycken med ny mekanisk växellåda framtagen för pvkv m/43, betecknade strv m/42 TV.

### Registreringsnummer
- Lago II – 102 st

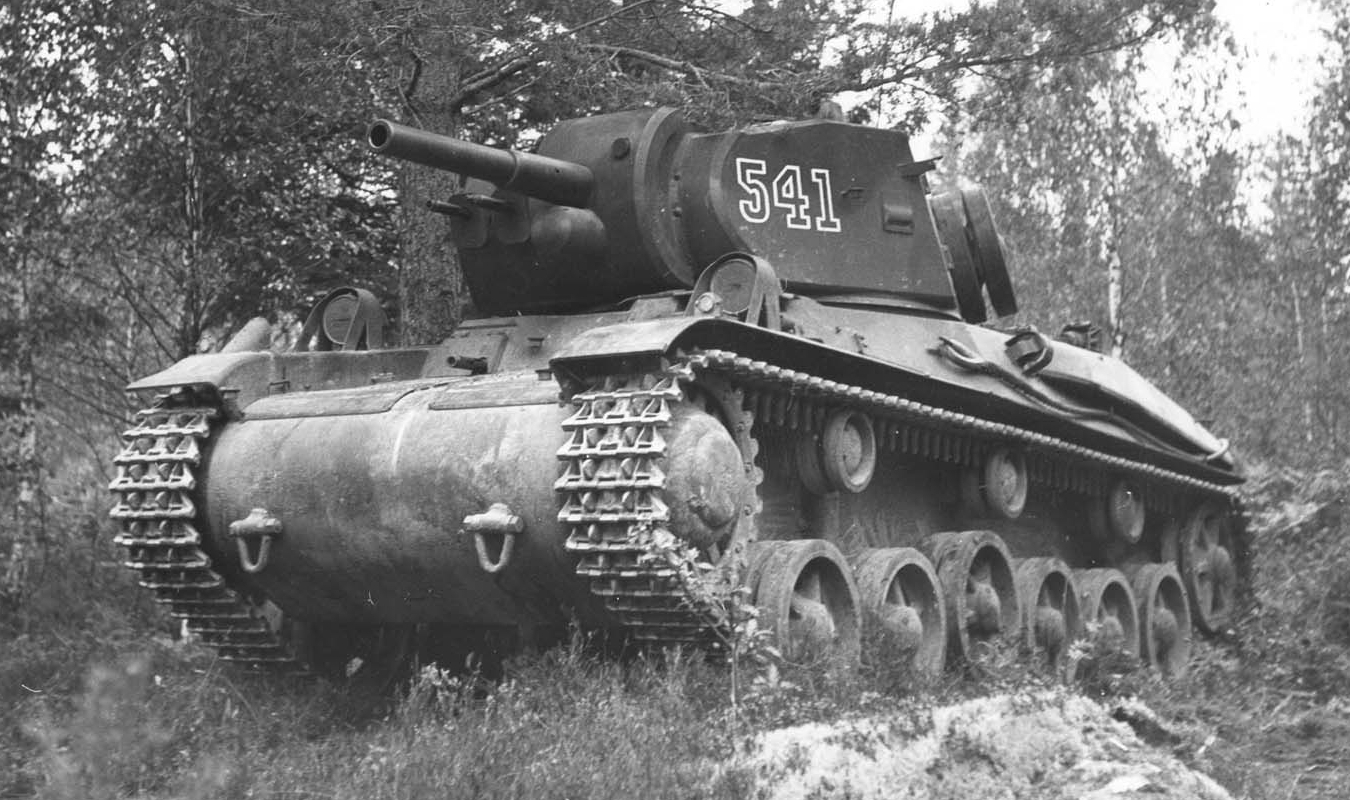
Strv m/42 TM med registreringsnummer "541", tillhörande Skaraborgs regemente (P 4).

  - № 498–499 – Landsverk (2 st), som bärgningsbandvagn m/42[4]
  - № 501–600 – Landsverk (100 st), som stridsvagn m/42
- Lago III – 125 st
  - № 601–670 – Landsverk (70 st)
  - № 671–725 – Volvo (25 st)
- Lago IV – 57 st
  - № 726–772 – Volvo (47 st)
  - № 773–782 – Landsverk (10 st)
- Pvkv m/43 – 87 st
  - № 80201 – 80287 – Landsverk[3]

## Varianter

### Stridsvagnar

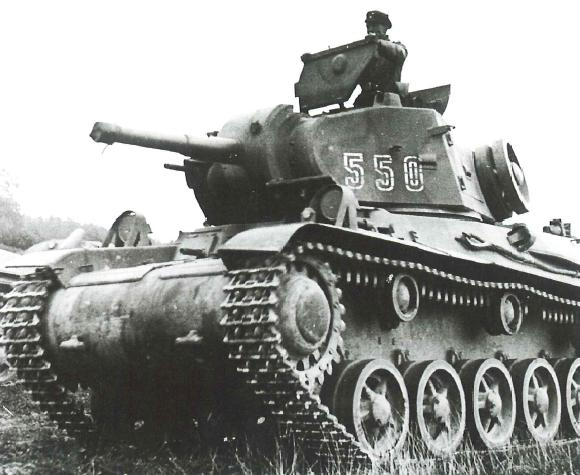
Stridsvagn m/42 TM 1943.

- 1939 – Landsverk Lago / Lago I – exportvagn till Ungern, beväpnad med en ungersk 40 mm kanon och ungerska kulsprutor. En prototyp byggd 1939, senare ombyggd till prototyp för strv m/42, pvkv m/43, etc.
- 1943 – Stridsvagn m/42 TM / Lago II – två Scania-Vabis L 603/1-motorer och elektromagnetisk växellåda (TM = Tvåmotorig, Magnetväxellåda). 100 stycken tillverkade hos Landsverk 1943 till 1944. 70 konverterade till TV, 30 konverterade till TH, 1948.[2]
- 1944 – Stridsvagn m/42 TH / Lago III – två Scania-Vabis L 603/1-motorer med hydraulisk växellåda (TH = Tvåmotorig, Hydraulväxellåda). 125 stycken tillverkade 1944, 70 hos Landsverk, 55 hos Volvo. 30 konverterade från TM, 1948 (155 totalt).[2]
- 1944 – Stridsvagn m/42 EH / Lago IV – en Volvo A8B motor och hydraulisk växellåda (EH = Enmotorig, Hydraulväxellåda). 57 stycken tillverkade 1944 till 1945, 47 hos Volvo, 10 hos Landsverk.[2]
- 1945 – Stridsvagn m/42 TV – två Scania-Vabis L 603/1-motorer med mekanisk Volvo VL-420 växellåda (TV = Tvåmotorig, Volvoväxellåda). Prov 1945, 70 stycken konverterade från TM 1946 till 1948.[2]
- 1945 – Stridsvagn m/42 EV – en Volvo A8B motor med mekanisk Volvo VL-420 växellåda (EV = Enmotorig, Volvoväxellåda). Prov 1945, ej antagen.
- 1945 – Stridsvagn m/42 DT – 7,5 cm pansarvärnskanon m/43 med laddautomat i nytt torn som delade stridsrummet i två (DT = Delat Torn). Prototyp på TM-skrov utvärderad 1945 till 1946.
- 1957 – Stridsvagn 74 H – strv m/42 TH konverterade till ny stridsvagn genom att montera nytt torn, bestyckad med en stridsvagnskanon konverterad från 75 mm luftvärnskanon m/36, raderad skrovkulspruta, med mera, 1957. I bruk 1958 till 1984.
- 1957 – Stridsvagn 74 V – strv m/42 TV konverterade till ny stridsvagn genom att montera nytt torn, bestyckad med en stridsvagnskanon konverterad från 75 mm luftvärnskanon m/36, raderad skrovkulspruta, med mera, 1957. I bruk 1958 till 1981.

### Annat

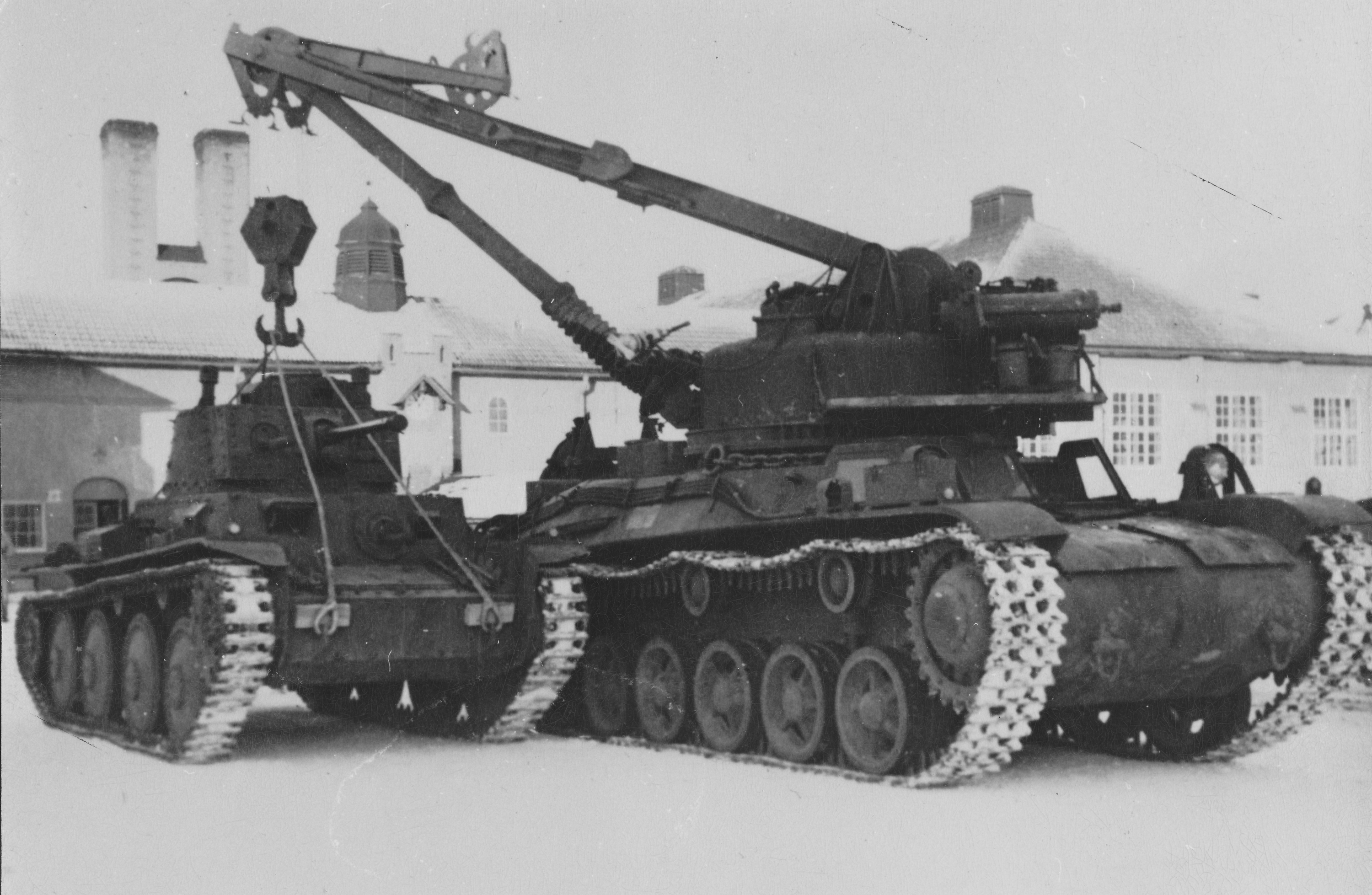
Bärgningsbandvagn m/42 under utvärdering. Till vänster en stridsvagn m/41.

- 1944 – bärgningsbandvagn m/42 (bbv m/42) – bärgningsfordon baserad på strv m/42 TM där kanontorn bytts ut mot kranförsett sådant. Två stycken tillverkade 1944.[4]
- 1946 – pansarvärnskanonvagn m/43 (pvkv m/43) – pansarvärnskanonvagn på Lagoskrovet, försedd med ny öppen överbyggnad och en 75 mm pansarvärnskanon m/43. 87 stycken tillverkade 1946 till 1948 hos Landsverk. Volvo A8B motor (380 hk) och mekanisk Volvo typ VL-420 växellåda.[3]
- 1953* – brobandvagn m/42 (brobv m/42) – försök med strv m/42 som broläggningsbandvagn från cirka 1953 till 1957.[4][5][a]
- 1957 – infanterikanonvagn 73 A (ikv 73 A) – strv m/42 EH konverterade till infanterikanonvagn genom att radera skrovkulsprutan och ersätta den med ammunitionsställ, med mera, 1957. I bruk 1958 till 1973.[6]
- 1968* – brobandvagn 73 (brobv 73) – försök med att återanvända ikv 73 utan torn som broläggningsbandvagn när vagnen utgick från krigsorganisationen, senast 1973.[6][4] Valdes bort mot brobandvagn 941 (pansarbandvagn 302 derivat) då skrovet var för smalt.[b]

## Bildgalleri

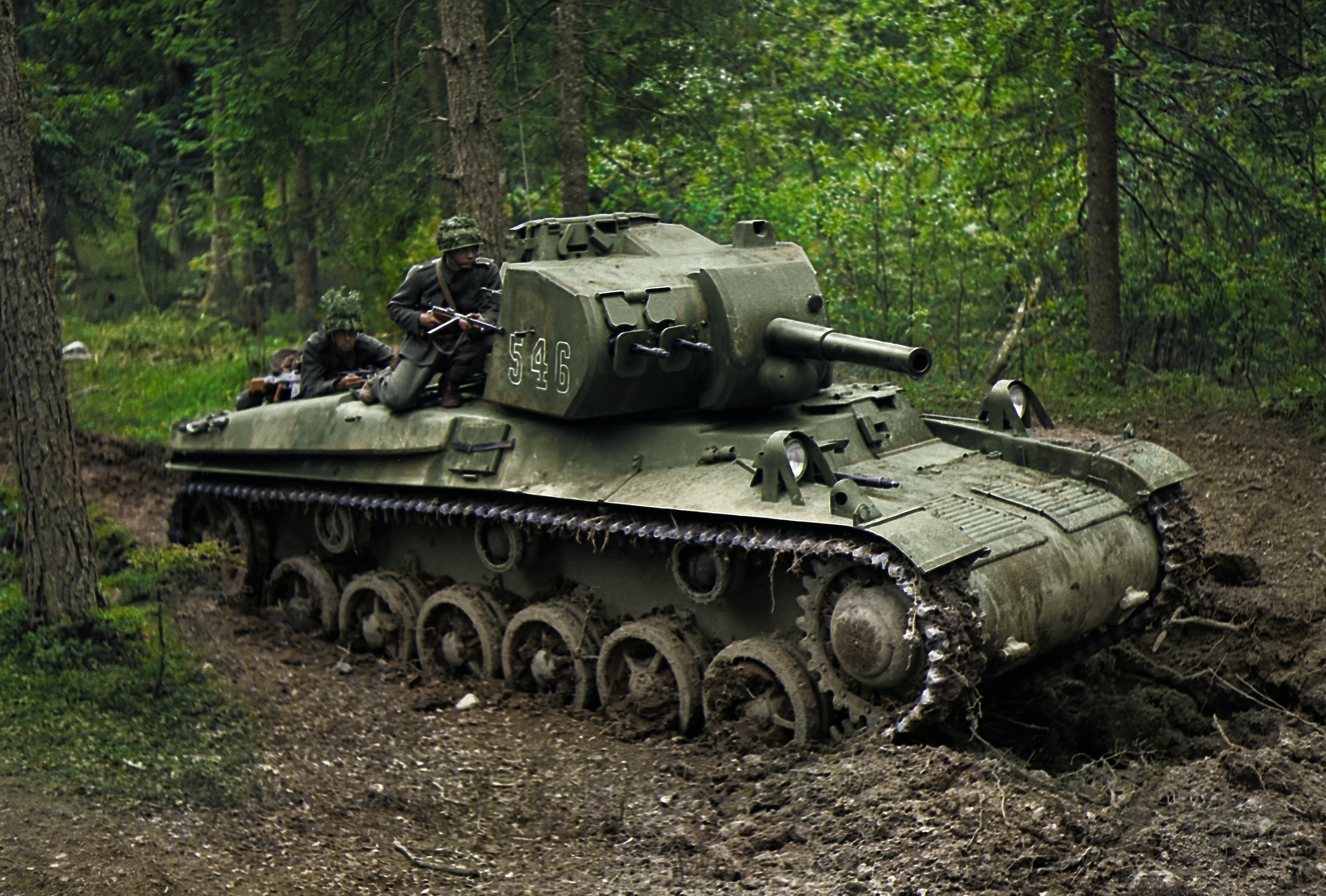
Färgat foto av stridsvagn m/42 under övning 1943.
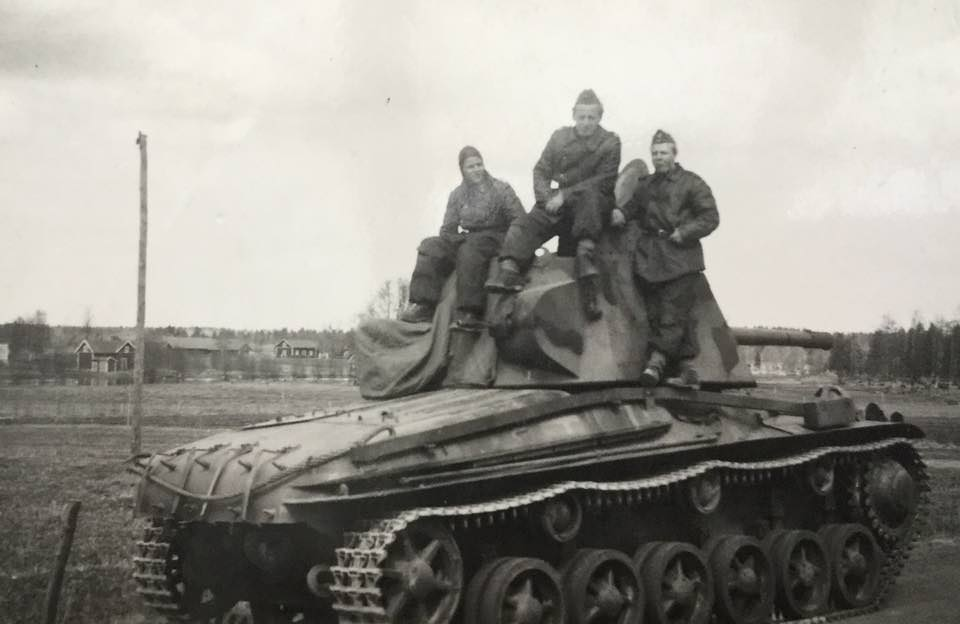
Stridsvagn m/42 DT ("Delat Torn") sedd bakifrån. Notera presenningen över laddautomaten.
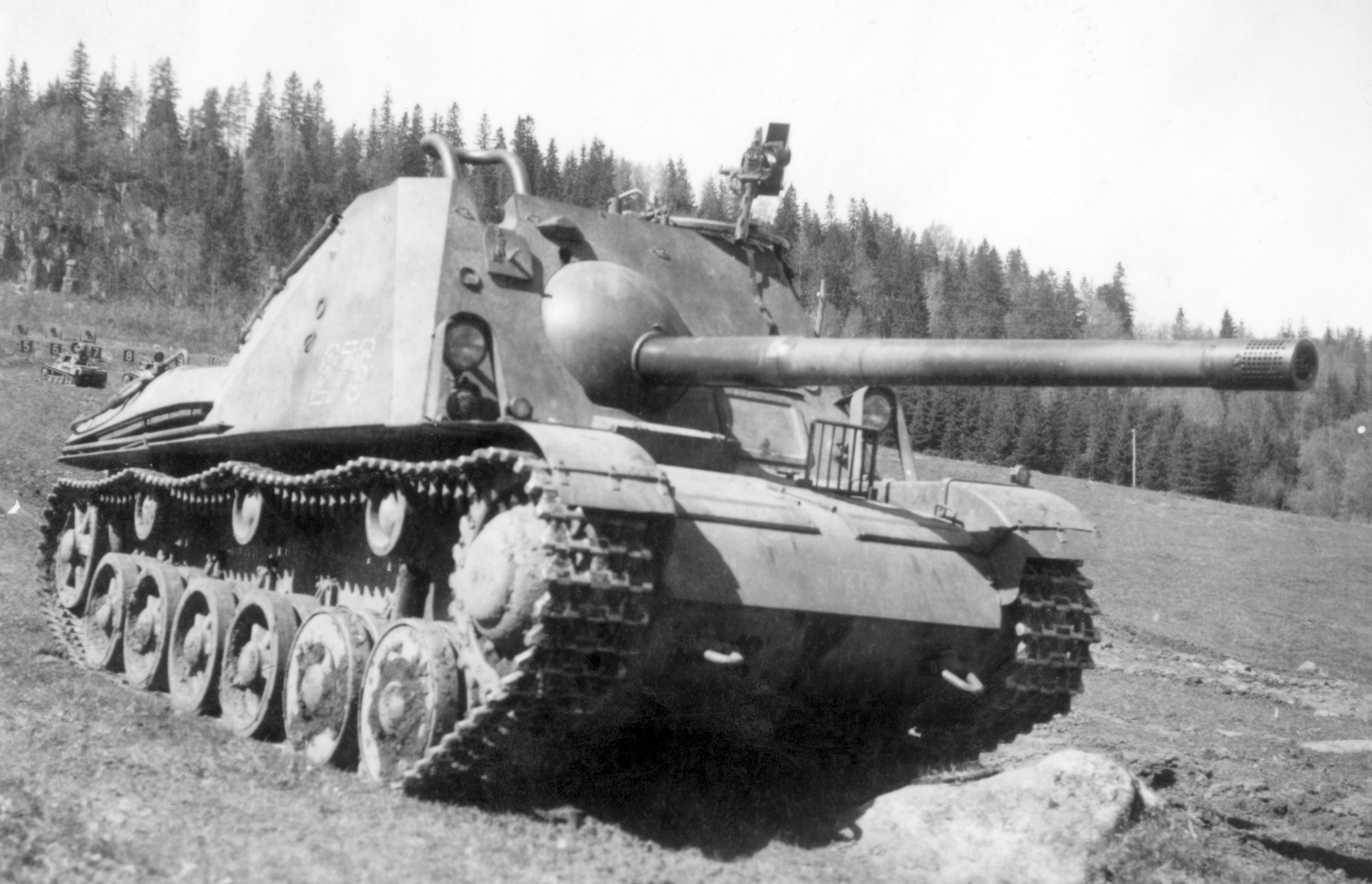
Pansarvärnskanonvagn m/43, 1950 års utförande, då med tillägget förstärkta främre bärhjul.
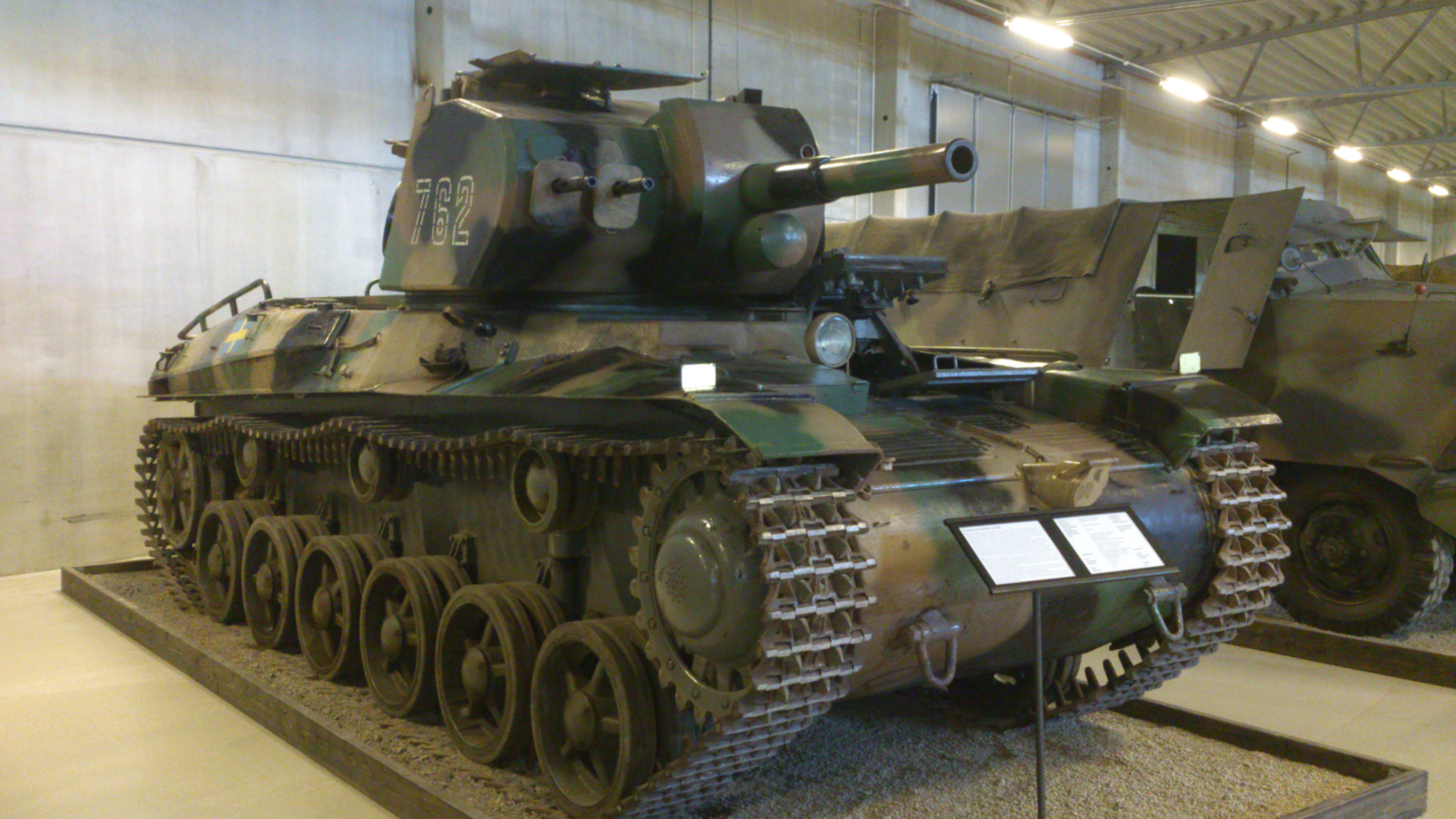
Infanterikanonvagn 73 A, den enda i originalskick, utställd på Försvarsfordonsmuseet Arsenalen.
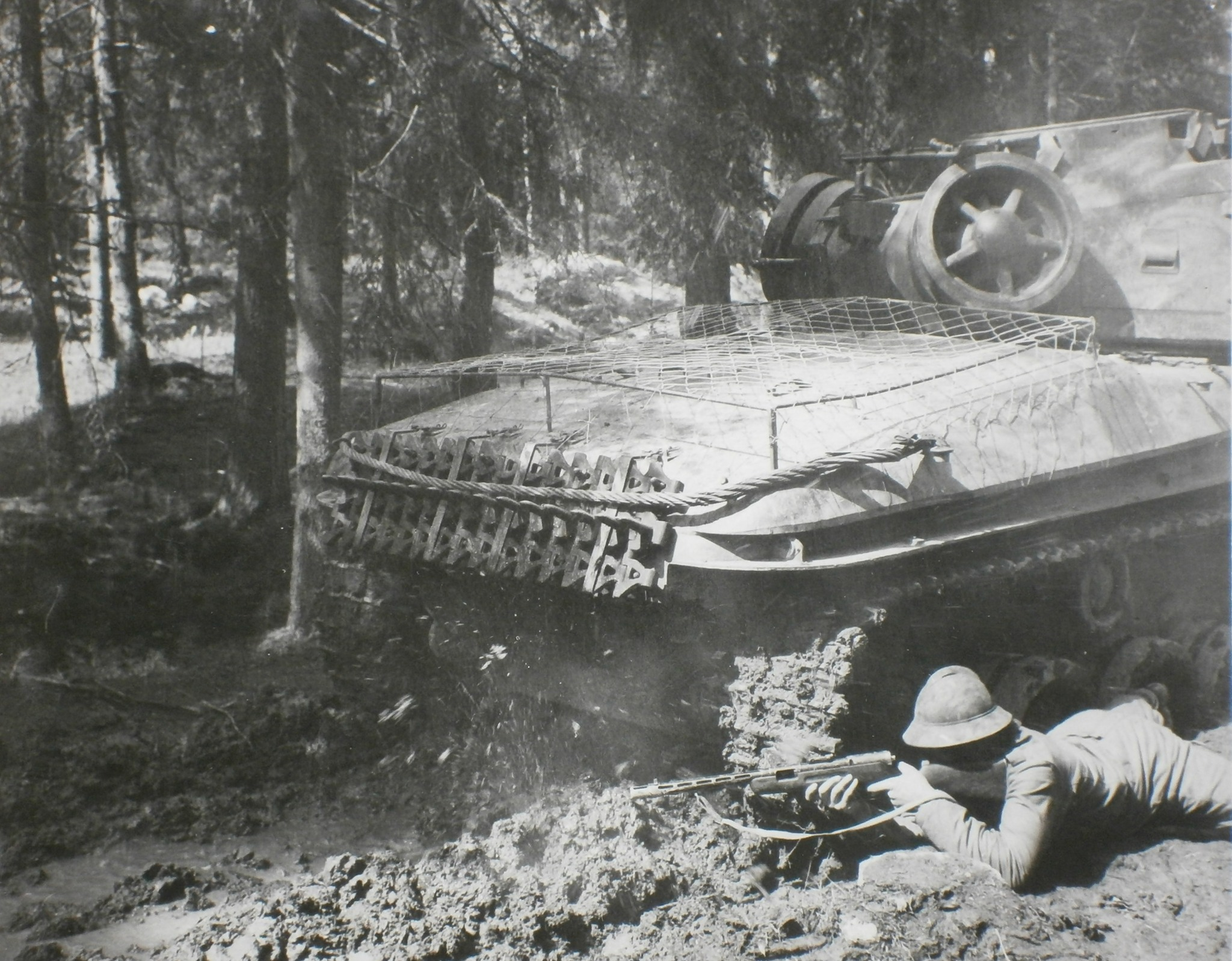
Strv m/42 med provisoriskt skyddsgaller monterat ovan motorluckorna som skydd mot handgranater.

### Webbkällor
- Rickard Olof Lindström. ”strv m/42”. ointres.se. http://www.ointres.se/strv_m_42.htm. Läst 18 januari 2021.
- Rickard Olof Lindström. ”pvkv m/43”. ointres.se. http://www.ointres.se/pvkv_m43.htm. Läst 25 september 2023.
- Rickard Olof Lindström. ”bbv m/42 och brobv m/42”. ointres.se. http://www.ointres.se/bbv_m42.htm. Läst 18 januari 2021.
- Rickard Olof Lindström. ”ikv 72/102/103/73”. ointres.se. http://www.ointres.se/ikv_72_102_103_73.htm. Läst 25 september 2023.
- ”Swedish ww2 medium tank projects”. fromtheswedisharchives.wordpress.com. https://fromtheswedisharchives.wordpress.com/2018/08/30/swedish-tanks-ww2-medium-tank-projects/. Läst 18 januari 2021.

### Inforuta
- Bilaga till provisorisk instruktionsbok strv m/42. Landskrona: Kungliga Arméförvaltningen. 1944
- Provisorisk instruktionsbok för stridsvagn m/42, typ strv m/42 TM, TH, EH. Kungliga Arméförvaltningen
- Lindström, Rickard O.. ”Strv m/42”. ointres.se. http://www.ointres.se/strv_m_42.htm. Läst 18 januari 2021.
- ”Stridsvagn Lago II/III/IV m/42”. Landskrona.se. Arkiverad från originalet den 1 juli 2008. https://web.archive.org/web/20080701131822/http://www2.landskrona.se/Kultur/landsverk/militart/stridsvagnar/lago.html. Läst 15 maj 2011.
- ”Stridsvagn m/42”. Beredskapsmuseet. Arkiverad från originalet den 17 november 2014. https://web.archive.org/web/20141117014703/http://www.beredskapsmuseet.com/strvm42.html. Läst 15 maj 2011.